# Parafia św. Maksymiliana Marii Kolbego w Skarszewach
Parafia św. Maksymiliana Marii Kolbego w Skarszewach – rzymskokatolicka parafia usytuowana w Skarszewach przy ulicy Szkolnej 5. Wchodzi w skład dekanatu skarszewskiego, który należy do diecezji pelplińskiej.
Na obszarze parafii leżą miejscowości: Czarnocin, Junkrowy, Zamkowa Góra, Młyn-Dolina, Więckowy, Probostwo, Zapowiednik. Tereny te znajdują się w gminie Skarszewy, w powiecie starogardzkim, w województwie pomorskim. Erygowana 1 lipca 2011 roku przez biskupa pelplińskiego Jana Bernarda Szlagę.